# Samson
Samson je bio poslednji sudija u drevnom Izraelu, pomenut u Knjizi sudija u jevrejskoj bibliji (poglavlja 13-16) i jedan od poslednjih vođa, koji je „sudio“ u Izraelu pre uvođenja monarhije. Ponekad je smatran izraelskom verzijom popularnog blisko istočnog narodnog heroja, takođe otelovljenog sumerskog Enkidua i grčkog Herkula.
Po Bibliji, Samson je bio Nazarej i data mu je ogromna snaga da ih vodi protiv neprijatelja i da može da ostvari natprirodne podvige uključujući i nadvladavanje lava golim rukama i masakiranje cele armije Filistejaca, koristeći samo viličnu kost magarca. Međutim, ako bi Samsonova duga kosa bila odsečena, tada bi njegov nazarejski zavet bio prekršen i on bi izgubio svoju snagu.
Samsona je izdala njegova ljubavnica Dalila, koja je naredila slugi da mu odseče kosu, dok je spavao, i preda ga Filistejcima, koji su mu izdubili oči i naterali ga da melje žitarice u mlinu u Gazi. Kada su Filistejci odveli Samsona u njihov hram boga Dagona, Samson je zatražio da se odmori pored jednog od potpornih stubova, nakon što mu je dozvoljeno, on se pomolio Bogu i čudesno povratio svoju snagu, uhvativši stub, srušio ga je, ubijajući pritom i sebe i Filistejce. Po nekim jevrejskim tradicijama Samson je sahranjen u Tel Tzori u Izraelu sa pogledom na Sorek dolinu.

## Rođenje
Prema izveštaju u Knjizi sudija, Samson je živeo u vreme ponovnog sukoba između Izraela i Filisteje, kada je Bog disciplinovao Izraelce tako što ih je davao "u ruke Filistejaca". Manoja je bio Izraelac iz Zore, poreklom iz Danita, a njegova supruga nije bila u stanju da začne. Anđeo Gospodnji se pojavio Manojinoj supruzi i proglasio da će uskoro imati sina koji će izbaviti  Izraelce od Filistejaca.
Anđeo Gospodnji je izjavio da  Manojina supruga treba da se uzdržava od svih alkoholnih pića, a njeno obećano dete ne sme da se brije niti da krati kosu. On  će od rođenja biti Nazarej. U drevnom Izraelu, oni koji žele da budu posebno posvećeni Bogu neko vreme mogu uzeti nazarejski zavet koji uključuje uzdržavanje od vina i duhova, nekraćenje kose i nebrijanje.Žena je verovala Anđelu Gospodnjem; njen suprug nije bio prisutan, pa se molio i zamolio Boga da još jednom pošalje glasnika da bi ih naučio kako podići dečaka koji će se roditi.
Nakon što se vratio Anđeo Gospodnji, Manoja ga je pitao njegovo ime, ali je rekao: "Zašto me pitate moje ime? To je van razumevanja". Manoja je tada pripremio žrtvu, ali Anđeo Gospodnji bi samo dozvolio to da je za Boga. Dodirnuo je to svojom motkom, čudesno ga zahvatio u plamenu, a potom se uzdigao u nebo u vatri - i time otkrio da on nije bio samo Anđeo već  Bog u anđelskoj formi. To je bio takav dramatičan dokaz o prirodi Poslanika te se Manoja bojao za svoj život, jer je rečeno da niko ne može živjeti nakon što je vidio Boga. Međutim, njegova supruga ga je uverila da bi, ukoliko je Bog planirao da ih ubije, nikad to ne bi otkrio. Uskoro je rođen njihov sin Samson, a on je bio podignut prema zavetima.

## Brak Filistejkom
Kada je bio mladić, Samson je napustio brda svog naroda da vidi Filistejske gradove. On se zaljubio u Filistejkinju iz Timne, kome je odlučio da se oženi, ignorišući primedbe svojih roditelja, koji su bili zabrinuti zbog toga što je Izraelcima zabranjeno da se venčaju sa nejevrejima. U razvoju pripovedanja, nameravani brak pokazao se kao deo Božjeg plana za napad na Filistejce.
Prema biblijskom izveštaju, Samson je više puta zaposeo "Gospodnji Duh", koji ga je blagoslovio ogromnom snagom. Prvostepeni primer se vidi kada je Samson bio na putu da traži filistejsku ženu za brak, kada ga je napadao lav. Jednostavno ga je zgrabio i rasporio, jer ga je Božji duh božanski ovlastio. Međutim, Samson je čuvao to kao tajnu, čak nije ni pominjao čudo svojim roditeljima. Stigao je u Filistejsku kuću i verio se. Vratio se kući, a zatim se vratio u Timnu nekoliko dana  kasnije na venčanje. Na putu, Samson je video kako su  pčele ugnježđavale lavovu lešinu i napravile med. Pojeo je gomilu meda i dao svojim roditeljima.
Na svadbenoj gozbi, Samson je rekao zagonetku svojim deverima (svi Filistejci). Ako bi to mogli riješiti, on bi im dao trideset komada finih tunika, ali ako ne bi mogli rešiti, oni bi dali  njemu  trideset komada tunika. Zagonetka je bio skriveni prikaz dva susreta s lavom, na kojima je bio samo prisutan: 
- Iz onog što jede došlo je nešto za jelo.
- Iz snažnog je došlo nešto slatko.[8]

Filistejci su se uznemirili zagonetkom. Trideset devera je ispričalo Samsonovoj novoj ženi da će spaliti nju i domaćinstvo njenog oca, ako ne otkrije odgovor na zagonetku i ispriča im. U suznom moljenju njegove neveste, Samson joj je rekao  rešenje, a ona je rekla deverima. Pre zalaska sedmog dana, rekli su mu:
Šta je slađe od meda?
i šta je jače od lava?
Samson im reče:
Da niste pokorili moju junicu,
ne biste rešili moju zagonetku.
Samson je zatim otputovao u Aškelon (udaljenost od oko 30 mi (48 km)), gde je ubio trideset Filistejaca za svoju odeću; Zatim se vratio i dao te tunike svojim deverima. U besu, Samson se vratio kući svog oca. Porodica njegove nesuđene neveste umesto njemu, dala ju je  jednom od devera. Posle nekog vremena Samson se vratio u Timnu da poseti svoju suprugu, ne znajući da je sada udata za jednog od njegovih bivših devera. Ali njen otac je odbio dozvoliti Samsonu da je vidi, nudeći Samsonu mlađu sestru umjesto toga.
Samson je izašao, okupio 300 lisica i vezao njihove repove u parove. Potom je pričvrstio zapaljenu baklju na svaki  par repova lisica  i pustio ih u  polja žitarica i maslinjake Filistejaca.  Filistejci su saznali zašto je Samson zapalio njihove  useve i spalili Samsonovu ženu i svekra kao odmazdu.
U osveti Samson je zaklao još mnogo Filistejaca, rekavši: "Ja sam učinio sa njima ono što su oni meni uradili". Samson se potom sklonio u pećinu u kamenu Etama Filistejska vojska došla je u pleme Samsonovo i tražila da 3.000 ljudi  isporuči Samsona. Sa

## Literatura
- Who's who in the Bible. Comay, Joan, Brownrigg, Ronald (Bonanza 1980 изд.). New York: Bonanza Books. 1925. ISBN 978-0-517-32170-6. OCLC 6421925.